# ハートネットワーク
株式会社ハートネットワーク（heart network）は、愛媛県新居浜市・西条市をエリアとする第三セクターのケーブルテレビ局で、日本でWiMAXをはじめた初のケーブルインターネット事業者である。
またエリア放送の地上一般放送事業者、コミュニティ放送の特定地上基幹放送事業者でもある。

## サービスエリア
- 愛媛県新居浜市、西条市

## 事業所所在地
全て愛媛県。
- 新居浜市前田町8-8 イオンモール新居浜 1F
- 西条市明屋敷331 TSUTAYA西条陣屋西店

## 主な放送チャンネル

### 地上波系列別再送信局
| NHK-G   | NHK-E   | NNN/NNS  | ANN            | JNN        | TXN            | FNN/FNS    | JAITS |
| ------- | ------- | -------- | -------------- | ---------- | -------------- | ---------- | ----- |
| NHK松山 | NHK松山 | 南海放送 | 愛媛朝日テレビ | あいテレビ | テレビせとうち | テレビ愛媛 |       |

### テレビ局
| デジタル | 放送局                                      |
| -------- | ------------------------------------------- |
| D011     | NHK松山総合                                 |
| D021     | NHK松山 Eテレ                               |
| D041     | 南海放送                                    |
| D051     | 愛媛朝日テレビ                              |
| D061     | あいテレビ                                  |
| D071     | テレビせとうち                              |
| D081     | テレビ愛媛                                  |
| D111     | 新居浜チャンネル                            |
| D112     | 新居浜市広報チャンネル                      |
| D121     | 西条チャンネル                              |
| D122     | QVC                                         |
| B101     | NHK BS                                      |
| B141     | BS日テレ                                    |
| B151     | BS朝日                                      |
| B161     | BS-TBS                                      |
| B171     | BSテレ東                                    |
| B181     | BSフジ                                      |
| B191     | WOWOWプライム                               |
| B192     | WOWOWライブ                                 |
| B193     | WOWOWシネマ                                 |
| B200     | BS10                                        |
| B201     | BS10スターチャンネル                        |
| B211     | BS11                                        |
| B222     | BS12 トゥエルビ                             |
| B231     | 放送大学テレビ                              |
| B232     | 放送大学テレビ                              |
| B234     | BSグリーンチャンネル※                       |
| B236     | BSアニマックス※                             |
| B242     | J SPORTS 1※                                 |
| B243     | J SPORTS 2※                                 |
| B244     | J SPORTS 3※                                 |
| B245     | J SPORTS 4※                                 |
| B251     | BS釣りビジョン※                             |
| B252     | WOWOWプラス※                                |
| B255     | BS日本映画専門チャンネル※                   |
| B256     | ディズニー・チャンネル※                     |
| B260     | J:COM BS※                                   |
| B265     | BSよしもと※                                 |
| BS4K101  | NHK BSプレミアム4K※                         |
| BS4K141  | BS日テレ 4K※                                |
| BS4K151  | BS朝日 4K※                                  |
| BS4K161  | BS-TBS 4K※                                  |
| BS4K171  | BSテレ東 4K※                                |
| BS4K181  | BSフジ 4K※                                  |
| BS4K211  | ショップチャンネル 4K※                      |
| BS4K221  | 4K QVC※                                     |
| 055      | ショップチャンネル                          |
| J514     | フジテレビNEXT ライブ・プレミアム           |
| J515     | フジテレビONE スポーツ・バラエティ          |
| J530     | J SPORTS 3 HD                               |
| J531     | J SPORTS 1 HD                               |
| J532     | J SPORTS 2 HD                               |
| J523     | J SPORTS 4 HD                               |
| J562     | TBSチャンネル 2                             |
| J700     | えんてれ                                    |
| J701     | コミュニケーションチャンネル                |
| J702     | お楽しみチャンネル                          |
| J703     | QVC                                         |
| J704     | お天気チャンネル/丸亀競艇                   |
| J705     | レジャーチャンネル                          |
| J722     | MONDO TV                                    |
| J724     | 囲碁・将棋チャンネル                        |
| J728     | フジテレビTWO ドラマ・アニメ                |
| J734     | スカイA                                     |
| J735     | GAORA SPORTS                                |
| J736     | 日テレジータス                              |
| J737     | ゴルフネットワーク                          |
| J741     | 釣りビジョン                                |
| J749     | アジアドラマチックTV★So-net                 |
| J750     | 映画・チャンネルNECO                        |
| J751     | ファミリー劇場                              |
| J752     | 日本映画専門チャンネル                      |
| J753     | 時代劇専門チャンネル                        |
| J754     | Dlife                                       |
| J755     | スーパー!ドラマTV                           |
| J757     | アクションチャンネル                        |
| J758     | ミステリーチャンネル                        |
| J759     | ザ・シネマ                                  |
| J763     | 衛星劇場                                    |
| J764     | 東映チャンネル                              |
| J765     | TBSチャンネル1 最新ドラマ・音楽・映画       |
| J766     | テレ朝チャンネル1ドラマ・バラエティ・アニメ |
| J768     | ホームドラマチャンネル                      |
| J769     | V☆パラダイス                                |
| J770     | スペースシャワーTV                          |
| J771     | Mnet                                        |
| J774     | 歌謡ポップスチャンネル                      |
| J780     | カートゥーン ネットワーク                   |
| J781     | キッズステーション                          |
| J782     | アニマックス                                |
| J783     | AT-X                                        |
| J790     | 日経CNBC                                    |
| J794     | TBSニュースバード                           |
| J798     | ヒストリーチャンネル                        |
| J799     | ナショナルジオグラフィックチャンネル        |
| J810     | グリーンチャンネル                          |
| J811     | グリーンチャンネル2                         |
| J812     | SPEEDチャンネル                             |
| J950     | プレイボーイチャンネル                      |
| J951     | レインボーチャンネル                        |
| J952     | ミッドナイトブルー                          |
| J953     | パラダイステレビ                            |
| J954     | チェリーボム                                |

- ※はBSパススルー方式のみ視聴可能（STB経由のトランスモジュレーション方式では視聴出来ない）。
- テレビせとうちは2015年12月まではトランスモジュレーション方式のみだったが、翌2016年1月より当局でもパススルー方式の再送信を開始した。
- CSデジタル放送Cチャンネルは2015年3月末を持って放送終了し、CSデジタル放送の視聴は引き続きJチャンネル（J701CH以降）にて放送。
- デジタル放送はi-HITS（スター・チャンネルを除く）、スター・チャンネルとPPVはJC-HITSを使用している。
- 2003年4月以降の新規契約は1台目テレビにデジタル・セットトップボックスの設置が必須となった。
- デジアナ変換サービスは2015年3月31日をもって終了した。

### ラジオ局
| MHz  | 放送局              |
| ---- | ------------------- |
| 84.0 | FM愛媛              |
| 85.5 | NHK松山FM           |
| 86.5 | 南海放送ラジオ Fnam |

## WiMAX事業
「ハートWiMAX」という名称で地域WiMAX事業を行っている。サービスを開始した理由の1つに旧別子山村地区におけるデジタルデバイド解消がある。しかし2011年7月現在、ローミングに対応しておらず新居浜・西条地区以外では利用出来ない。
2009年8月8日現在の時点で、地域WiMAX向けの周波数である2580 - 2590MHzの免許を10所得している。
先進的な事例として「ITホワイトボックス」に取り上げられたこともある。

## エリア放送
四国総合通信局管内初の地上一般放送局の免許を取得、フルセグおよびワンセグ放送を実施している。
新居浜市に地上一般放送局1局を設置している。過去には新居浜市と西条市に更に7局を設置していた。
| 免許人 | 局名                           | 呼出符号     | 物理ch | 周波数        | 空中線電力 | ERP   | 設置場所             | 伝送方式        |
| --- | ------------------------------ | ------------ | ------ | ------------- | ---------- | ----- | -------------------- | --------------- |
| 株式会社 ハートネットワーク | ハートネットワーク エリア放送1 | JOXZ9AA-AREA | 34ch   | 599.142857MHz | 50mW       | 47mW  | 新居浜テレコムプラザ | フルセグ        |
| 株式会社 ハートネットワーク | ハートネットワーク エリア放送2 | JOXZ9AB-AREA | 34ch   | 599.142857MHz | 50mW       | 47mW  | 新居浜テレコムプラザ | フルセグ        |
| 株式会社 ハートネットワーク | ハートネットワーク エリア放送3 | JOXZ9AC-AREA | 34ch   | 599.142857MHz | 50mW       | 47mW  | 新居浜テレコムプラザ | フルセグ        |
| 株式会社 ハートネットワーク | ハートネットワーク エリア放送4 | JOXZ9AD-AREA | 34ch   | 599.142857MHz | 10mW       | 6.3mW | 新居浜市役所         | Null付 ワンセグ |
| 株式会社 ハートネットワーク | ハートネットワーク エリア放送5 | JOXZ9AE-AREA | 34ch   | 599.142857MHz | 10mW       | 650μW | イオンモール新居浜   | Null付 ワンセグ |
| 株式会社 ハートネットワーク | ハートネットワーク エリア放送6 | JOXZ9AF-AREA | 34ch   | 599.142857MHz | 10mW       | 390μW | イオンモール新居浜   | Null付 ワンセグ |
| 株式会社 ハートネットワーク | ハートネットワーク エリア放送7 | JOXZ9AG-AREA | 32ch   | 587.142857MHz | 50mW       | 47mW  | フレスポ西条         | フルセグ        |
| 株式会社 ハートネットワーク | ハートネットワーク エリア放送  | JOXZ9AP-AREA | 34ch   | 599.142857MHz | 50mW       | 47mW  | 新居浜テレコムプラザ | フルセグ        |
| - Null付ワンセグとはフルセグ放送可能な帯域幅でワンセグ放送をするもの。 - ■は廃止。 - 予備免許の空中線電力はフルセグが130mW、Null付ワンセグが10mW。 |                                |              |        |               |            |       |                      |                 |

### 沿革
- 2012年（平成24年）
  - 6月8日 - 地上一般放送局7局の予備免許取得[6]。
  - 10月3日 - 地上一般放送局7局の免許取得、免許の有効期限は「平成25年3月31日」まで[5]。
- 2013年（平成25年）4月1日 - 地上一般放送局4局の免許取得[7]。
- 2019年（令和元年）11月30日 - 地上一般放送局2局を廃止[8]。
- 2023年（令和5年）
  - 3月31日 - 地上一般放送局2局を廃止[9]。
  - 4月1日 - 地上一般放送局1局の免許取得、免許の有効期限は「令和10年3月31日」まで[10]。

## コミュニティ放送
新居浜市の一部地域を放送区域として超短波放送（FMラジオ放送）を実施する特定地上基幹放送事業者としてHello!NEW 新居浜FM（ハロー!ニュー にいはまエフエム）の愛称でコミュニティ放送事業を運営している。
インターネット配信はJCBAインターネットサイマルラジオによる。

### 沿革
- 2017年（平成29年）
  - 8月30日 - 特定地上基幹放送局の予備免許取得[11]。
  - 10月26日 - 特定地上基幹放送局の免許取得[12]。
  - 11月1日 - 日本コミュニティ放送協会に加盟、事前放送開始[13]。
- 2018年（平成30年）4月1日 - 開局[14]。
- 2021年（令和3年）6月2日 - 番組『ココロ音ラジオ 和音』が第58回ギャラクシー賞優秀賞を受賞。コミュニティ局の優秀賞以上の受賞は18年振り。
- 2022年（令和4年）1月2日 - 番組『ココロ音ラジオ 和音』がミュージックバード（MUSIC BIRD for COMMUNITY）を通じて全国のコミュニティFMでの放送を開始（※なお、当番組は2024年（令和6年）3月の放送分を以って放送を終了した）。

### 主な番組
2025年6月現在。◯マークは、生放送。
- ◯にいはま朝録れラジオ（月～金 8:00-8:55）
- ◯ひるはま（月〜金 12:00~12:55）
- ◯ゆうはま（月〜金 15:30~17:00）
- 新居浜太鼓祭り（月〜金 24:00~25:00）※祭りの音声のみ放送
- コーシンnoサティスファクション（月 23:00-23:30）
- 知っ得？心と体の健康術（火 14:30-15:00）
- オタクラジオ（水　23:30-24:00）
- あっちゃん先生と旅する、金子みすゞの世界（土 9:30-10:00）
- ◯あかがね放送局（土 10:00 - 10:30）
- SDGsからじ放送局（土 10:30-11:00）
- ◯NonNom.のナニコレ発見!!（土 11:30-12:00）
- 芸乃一門の夜の戯れ（土 23:00-23:30）
- Wonder（土 23:30-24:00）